# Афанасьев, Аркадий Петрович
Аркадий Петрович Афанасьев (9 марта 1928, Курья, Сибирский край — 25 ноября 2022) — советский футболист, полузащитник, нападающий; тренер. Российский футбольный функционер.

## Биография
Родился в селе Курья Сибирского края. В возрасте двух лет с семьёй переехал в Кемерово, где начал играть в дворовый футбол. В 12 лет перед Великой Отечественной войной вместе со старшим братом Семёном записался в юношескую команду «Спартака» Кемерово, начинал играть на вратарской позиции, вскоре перешёл в поле. В 1943 году окончил школу-семилетку и стал работать на эвакуированном из Харькова электромеханическом заводе, который производил моторы для танков «Т-34». Награждён медалью «За трудовую доблесть».
Играл за юношескую сборную области, сборную «Трудовых резервов». Первая команда — «Азот» Кемерово, в 1948—1948 годах под названием «Химик» играла во второй группе первенства СССР. Армейскую службу проходил в команде ДО Новосибирск в 1950—1952 годах. Обладатель Кубка РСФСР (1951) и Кубка Вооруженных Сил СССР (1953). Участник финального турнира ЦС ДСО «Динамо» в составе «Динамо» Новосибирск (1953). По итогам турнира согласился на переход в «Торпедо» Горький, отказался от поступившего позже приглашения московского «Динамо». В чемпионате СССР 1954 года провёл 13 игр, забил один гол. После вылета команды в класс «Б» и смены руководства перешёл в горьковские «Крылья Советов», где два года играл в первенстве РСФСР. В 1957—1958 годах вновь играл в «Торпедо», где завершил карьеру игрока.
Возглавлял группу подготовки команды мастеров горьковского «Торпедо». Окончил ВШТ и заочное отделение московского института физической культуры. В 1964—1979 годах работал на должностях тренера, старшего тренера, начальника команды в «Химике» Дзержинск. Именем Афанасьева названа Академия футбола «Химика».
Старший тренер (1980), начальник команды (1981—1983) «Волги» Горький, тренер «Строителя» Череповец (1984—1985), начальник команды «Динамо» Махачкала (1986), тренер (1990) и главный тренер (1996) «Торпедо» Армавир, тренер любительского клуба «Форвард» Новокубанск (1995).
Работал руководителем детской школы футбола, возглавлял Академию футбола Афанасьева, работал в Нижегородской федерации футбола, федерации футбола Дзержинска. В 2003—2013 годах возглавлял контрольно-дисциплинарную комиссию в областной и региональной федерациях футбола.
Награждён наградами городского, областного, всероссийского уровней, юбилейными медалями в честь Победы.
Скончался 25 ноября 2022 года.
Жена (1955—2020) — Нина Романовна. Сын Александр — футболист.